# Cal Blanc (Vallcebre)
Cal Blanc és una masia del municipi de Vallcebre. Està situada a una alçada de 1.175 msnm. Forma part de l'Inventari del Patrimoni Arquitectònic de Catalunya.

## Descripció
Consta de planta baixa i un pis, coberta a dues vessants i el carener perpendicular a la façana de migdia. Les obertures es reparteixen als murs de llevant, migdia i ponent, i són de reduïdes dimensions. L'edifici va ser restaurat a finals del segle xx, essent arrebossats els murs, arranjant les teulades i augmentant el nombre inicial de finestres.

## Notícies històriques
Construïda a finals del segle xvii o començaments del xviii formava part del terme parroquial de Sant Julià de Fréixens.